# Přívrat
Přívrat, früher Pŕíwrat, ist eine Landgemeinde im Okres Ústí nad Orlicí in der Region Pardubice der Tschechischen Republik.
Der ICOB Code der Gemeinde ist 580821.

## Geographie
Přívrat liegt in den Ausläufern des Adlergebirges, westlich der Bahnlinie Brünn-Prag, etwa vier Kilometer nordwestlich von Česká Třebová und sieben Kilometer südlich von Ústí nad Orlicí.
Die zuständige „Gemeinde mit übergeordneten Funktionen“ ist Česká Třebová (ICOB Code 53011)

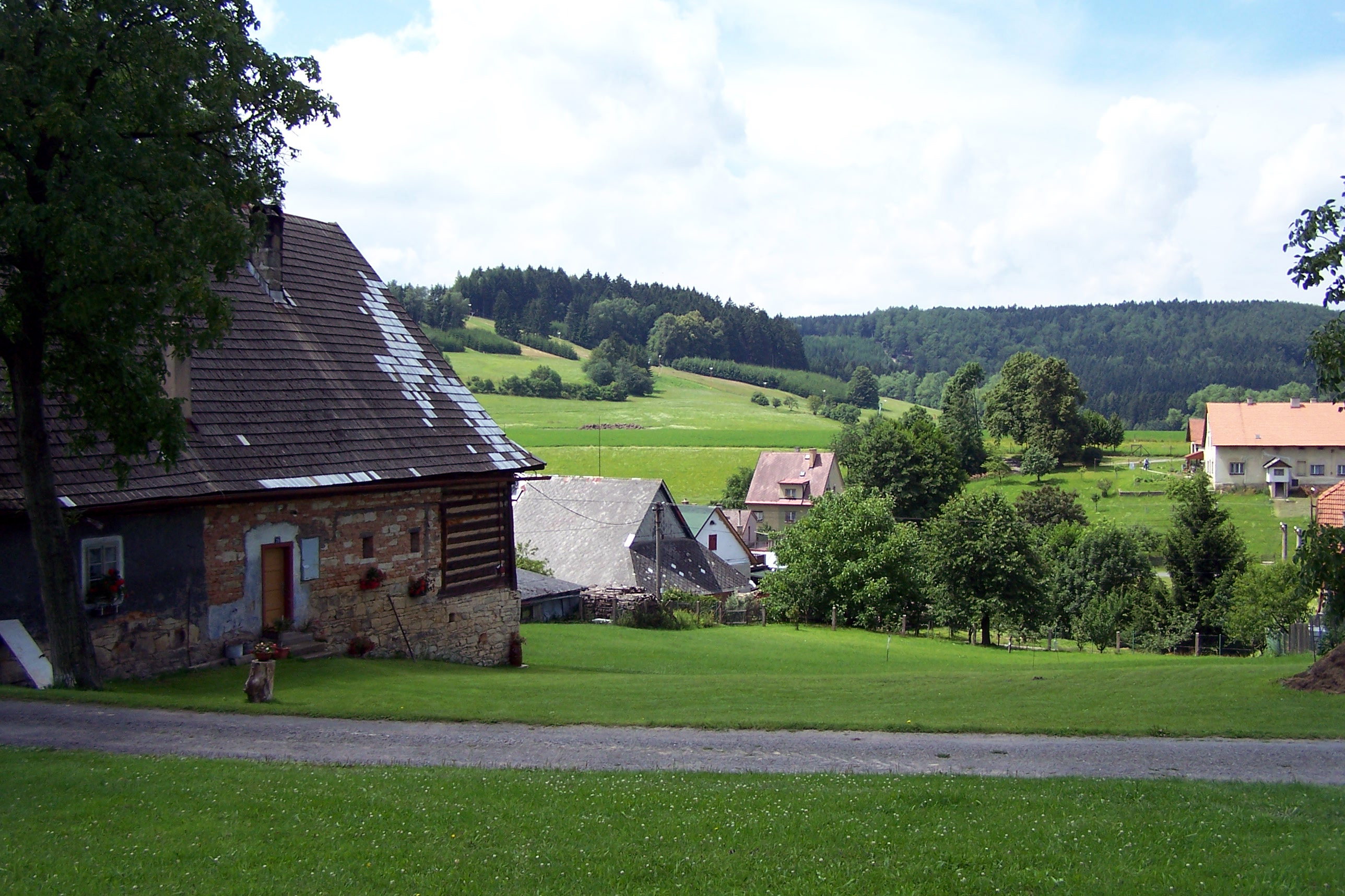
Ortsblick

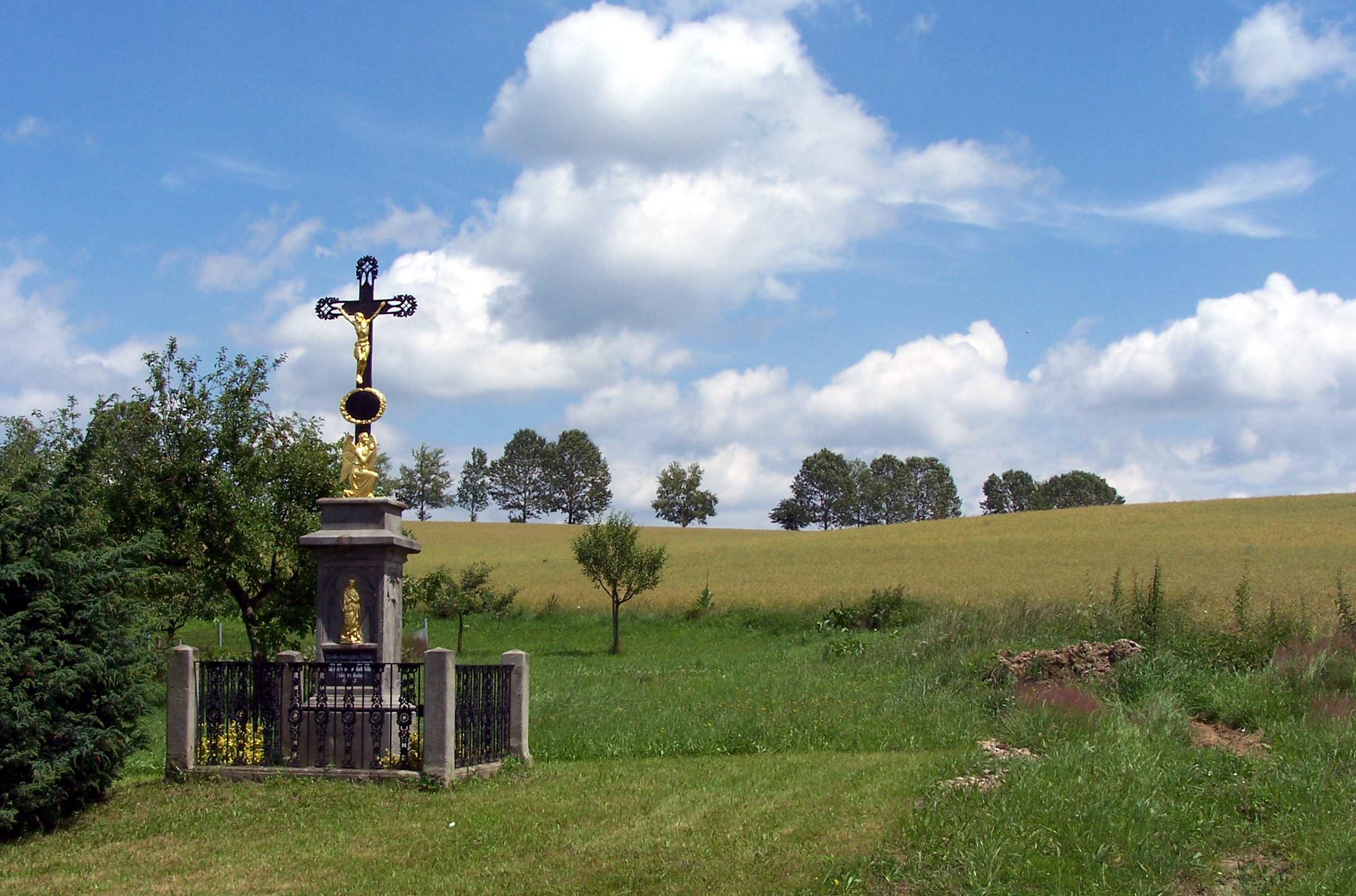
Denkmal

## Sehenswürdigkeiten
- Kapelle des Hl. Franz Xaver
- Wegkreuze
- Denkmal für den Geiger und Musikprofessor Anton Bennewitz

## Veranstaltungen
- Februar/März: Maškarní ples, Kostümfeste im Saal U Coufalů
- April: Konzert im Rahmen des Musikfestivals Antonin Bennewitz von Česká Třebová (deutsch: Böhmisch Trübau)
- Mai: Útok proti kopci (Angriff auf den Berg), ein Feuerwehr-Wettbewerb
- September: Přívratské Vinobraní, Weinlesefest mit Weinkelterung und -verkostung, Tanz auf dem Dorfplatz; Rock-Konzert im Saal U Coufalů u. a.
- Oktober: Becherobraní, Unterhaltung und Theater im Saal U Coufalů

## Vereine
- SDH- Freiwillige Feuerwehr, 1890 gegründet, die auch die Mehrzahl der Veranstaltungen organisiert
- Becherova strana lidu hat die Schirmherrschaft über den Fußballvereins Přívrat Becherovka in der Bezirksliga
- SKI Club für Skifahrer und Snowboarder mit zwei Liften, Schneekanone, beleuchteten Abfahrten, einem Schlepplift für Kinder.

## Söhne und Töchter
- Anton Bennewitz (1833–1926), Violinvirtuose, Direktor des Prager Konservatoriums